# Øresund

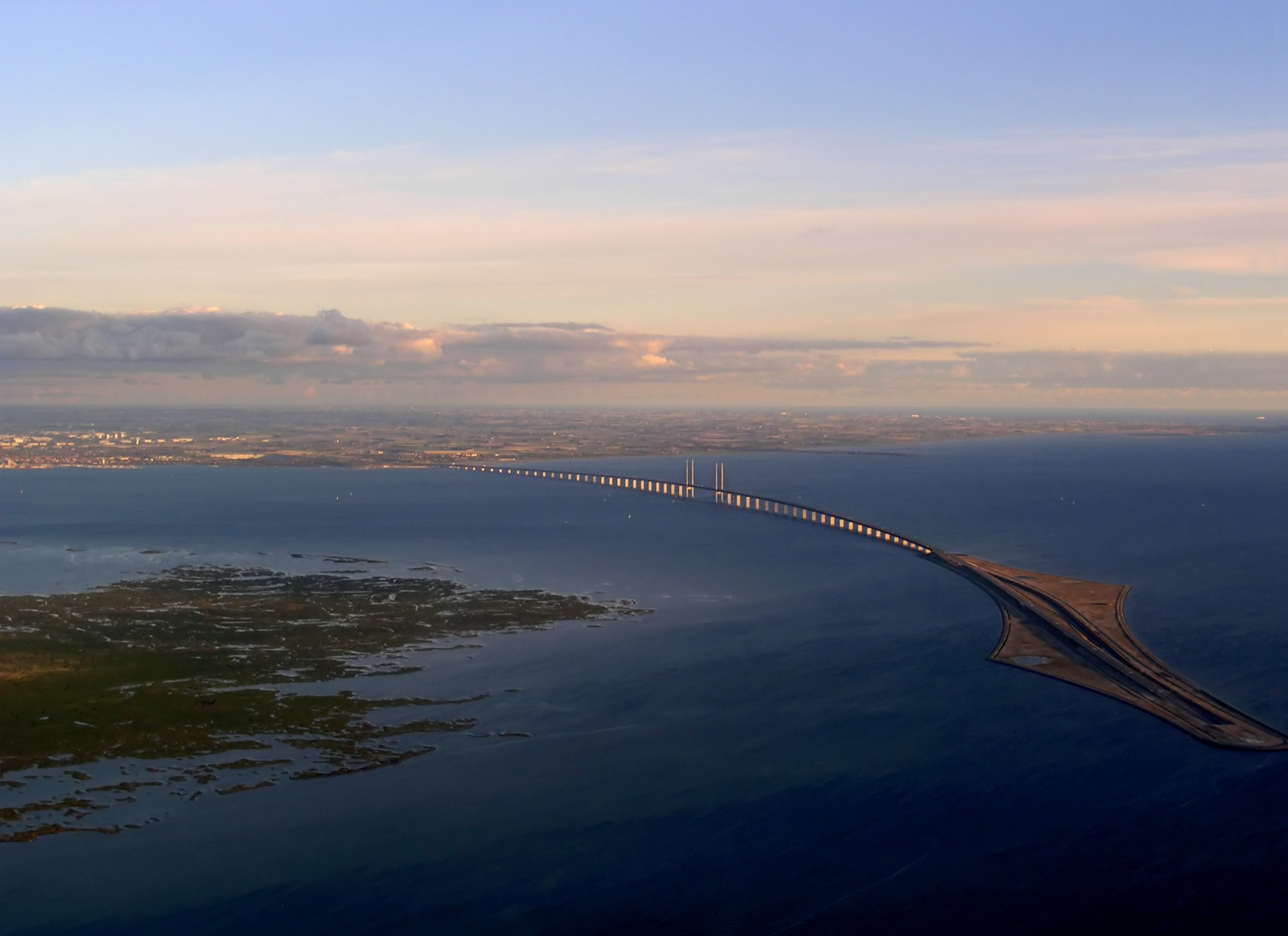
Le détroit au niveau du pont, Peberholm au premier plan la Suède en arrière-plan.

Pour l’article homonyme, voir Øresund (métro de Copenhague).
L'Øresund (danois : Øresund, suédois : Öresund), appelé aussi Sund, est un détroit entre le Danemark et la Suède, plus précisément entre l’île danoise de Seeland et la province suédoise de Scanie. Le détroit a donné son nom à la région de l'Øresund, regroupant la Scanie et le Seeland, reliés entre eux par le pont de l'Øresund.

## Étymologie
Øresund est un composé de mots aussi bien en danois qu'en suédois : Øre qui désigne une « plage basse » ou un « banc de sable », et Sund qui signifie « détroit ».

Dans le langage courant, on le désigne tout simplement par Sund c'est-à-dire « le détroit ».

## Géographie
Le détroit appartient à l'espace maritime intitulé   « Cattégat, Belts et Sund ». Il s'ouvre sur la mer Baltique au sud entre le phare de Stevns côté Danemark et la péninsule suédoise de Falsterbo, et communique au nord avec le Kattegat. Il sépare en son centre les villes portuaires de Copenhague (Danemark) et de Malmö (Suède). Sa longueur est de 115 km et sa largeur s'abaisse au nord à quelque 4 km entre Elseneur (Danemark) et Helsingborg (Suède).
Les reliefs sous-marins et la faible profondeur de l'Øresund contribuent à limiter les échanges d’eau entre la mer du Nord et la mer Baltique. L'Øresund fut le théâtre de nombreux naufrages, dont les principaux facteurs sont sa faible profondeur, parfois inférieure à 10 mètres, et sa forte fréquentation.

## Histoire
Le contrôle du détroit a été un enjeu important dans l'histoire du Danemark et de la Suède. Le Danemark a longtemps gardé un contrôle militaire avec ses forteresses côtières de Kronborg à Helsingør, sur la côte ouest, et, jusqu'en 1658, de Kärnan à Helsingborg, sur la côte est. Ces deux forteresses sont situées au point le plus resserré du détroit.
En 1943, lors de l'occupation allemande du Danemark, commence la persécution des juifs. Le club de couture d'Elseneur (Helsingør Syklub) se forme. Il s'agit d'une organisation de la résistance danoise qui permet le passage en Suède de 1400 réfugiés juifs, militants politiques et pilotes alliés afin de les mettre en sécurité de l'autre côté du Øresund à Helsingborg.

### Les péages du détroit
En 1370, la Ligue hanséatique parvient après 10 ans de conflit à obtenir du Danemark un droit de libre navigation dans le détroit.
En 1429, Éric de Poméranie, roi de Norvège, de Danemark et de Suède, introduisit les péages de l'Øresund : les droits de l'Øresund (Øresundstolden). Les péages de transit sur les voies d'eau, les routes, les ponts et les carrefours étaient alors une manière acceptée de prélever des taxes. Ces taxes pouvaient représenter une grande partie des revenus de l'État.
Tous les navires étrangers passant le détroit — qu'ils fassent escale au Danemark ou non — devaient s'arrêter à Helsingør et acquitter un péage. Si un navire refusait de s'arrêter, les canons des deux forteresses pouvaient ouvrir le feu et le couler. En 1567, le péage a été converti en taxe de 1 à 2 % sur la valeur de la cargaison, ce qui a triplé son rendement. Afin de contrôler toutes les entrées de la Baltique, des péages étaient également prélevés sur le Grand Belt et sur le Petit Belt.
Le produit de ces péages constitua plusieurs siècles durant la première source de revenu de la couronne danoise, rendant celle-ci relativement indépendante de l'aristocratie. Après 1658, lorsque la Suède s'empara de la côte orientale, le paiement du péage ne put plus être exigé aussi efficacement qu'avant, mais le Danemark conserva ses droits de péage. La Suède en fut toutefois exemptée jusqu'en 1720.
La Convention de Copenhague de 1857 abolit les péages et fit des détroits danois des eaux internationales ouvertes à tout navire militaire ou commercial. L'impact des péages était en effet devenu de plus en plus défavorable au commerce de Copenhague, même s'il continuait à fournir un huitième des revenus de l'État. Le Danemark reçut une compensation de 33,5 millions de thalers.

## Le pont

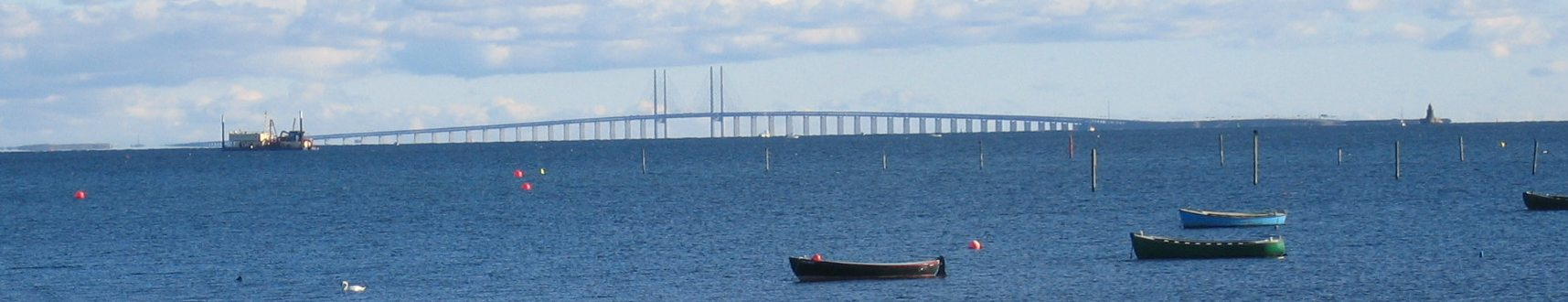
Vue du nord, le pont de l'Øresund au-dessus de l'Øresund avec la Suède à gauche et le Danemark à droite.

Depuis le 1er juillet 2000, l'Øresundsbron (le « pont de l'Øresund ») relie Copenhague au Danemark à Malmö en Suède.
Ce lien fixe autoroutier et ferroviaire combine en fait un tunnel suivi d'un pont. Côté danois, un tunnel de 3,7 km posé au fond de la mer débouche sur l'île artificielle de Peberholm, où se fait la transition entre voie souterraine et voie aérienne.

## Projet de métro
En 2013, les deux villes lancent une réflexion commune sur la possibilité de créer une ligne de métro transitant par l'Øresund. La ville de Malmö ne possède pas de ligne de métro, seulement des bus, et Copenhague possède seulement quatre lignes de métro en activité.

## Les îles
- Seeland, la grande île de Copenhague
- Amager, avec l’aéroport de Copenhague Kastrup
- Saltholm
- Peberholm, l’arrivée du pont de l'Øresund
- Ven

## Exploits
- Le 17 juillet 1910, le pilote danois Robert Svendsen devient le premier aviateur à réussir la traversée du détroit du Sund en aéroplane, volant avec un biplan de Copenhague à Malmö[6].

## Sources
- (en) Cet article est partiellement ou en totalité issu de l’article de Wikipédia en anglais intitulé « Øresund » (voir la liste des auteurs).